# Kanta Chamsatowitsch Ibragimow

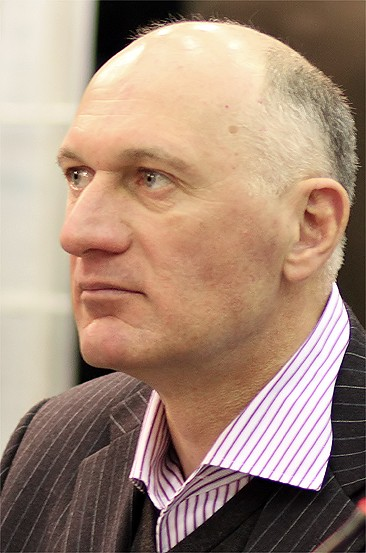
Kanta Ibragimov

Kanta Chamsatowitsch Ibragimow (tschetschenisch/russisch Канта Хамзатович Ибрагимов, geb. 9. Juli 1960 in Grosny, Tschetscheno-Inguschische ASSR) ist ein russischer Schriftsteller tschetschenischer Herkunft, der hauptsächlich in russischer Sprache schreibt.

## Leben
Ibragimov wurde in Grozny in der Tschetscheno-Inguschischen ASSR geboren. Sein Vater, Khamzat Ibragimov, war ein Wissenschaftler, der Gründer der Akademie für Wissenschaft in Tschetschenien. Nach dem Abschluss des Wirtschaftswissenschaftstudiums an der  Tschetschenischen Staatlichen Universität 1982 arbeitete er als Wirtschaftswissenschaftler auf der staatlichen Farm Dzhalka im Bezirk Shali. 1987 trat er in die Russische Staatliche Agraruniversität ein. 1990 bekam er den Grad des Kandidats der wirtschaftlichen Wissenschaften zuerkannt und wurde zum stellvertretenden Direktor des tschetschenischen Wissenschafts- und Produktionsverbands Sevkavneftegaz (Grozny) ernannt. 1991 arbeitete er als Spezialist der ersten Kategorie des Ministerrates der Tschetschenischen Republik, von 1992 bis 1994 war er stellvertretender Direktor des Umweltzentrums Alam für Wissenschaft und Forschung (Grozny).
Nach dem Beginn des Konflikts in der Tschetschenischen Republik zog er nach Moskau, wo er 1995 in das Promotionsprogramm der Russischen Staatlichen Agraruniversität in Moskau eintrat. 1996 verteidigte er seine Doktorarbeit zum Thema „Organisatorische und wirtschaftliche Probleme der Entwicklung und Verbesserung der Effizienz des Obstbaus unter Marktbedingungen“. 1999 wurde er zum stellvertretenden Leiter der Abteilung des Finanzministeriums der Russischen Föderation in Moskau ernannt. Seit 2004 ist er Akademiker der Akademie der Wissenschaften der Tschetschenischen Republik und seit 2009 Vorsitzender der Gesellschaft der Schriftsteller Tschetscheniens.

## Werk
Erst im Alter von 38 Jahren begann er Romane zu schreiben: Das erste Buch "Vergangene Kriege" - erschien 1999. Seit 2002 ist er Mitglied des Schriftstellerverbandes der Tschetschenischen Republik und des Schriftstellerverbandes der Russischen Föderation. Seit 2009 leitet er den Schriftstellerverband der Tschetschenischen Republik.
2010 wurde er vom Nobelkomitee der Schwedischen Akademie der Wissenschaften für den Literaturnobelpreis für den 2005 erstmals erschienenen Roman "Kinderwelt" nominiert.
2012 wurde er für den Literaturnobelpreis des Romans "Aurora" erneut nominiert.

## Werke
Romane und Dramen
- Vergangene Kriege ("Прошедшие войны", 1999)
- Eisgrauer Kaukasus ("Седой Кавказ",  2001)
- Lehrer für Geschichte ("Учитель истории", 2003)
- Kinderwelt ("Детский мир" 2005)
- Märchen aus dem Osten ("Сказка Востока", 2007)
- Schießscheibe: Engel ("Прямой наводкой по ангелу", 2008)
- Haus der Unruhe ("Дом проблем", 2009)
- Avrora ("Аврора", 2012)
- Stigal ("Стигал", 2015)
- Peter Zakharov der Akademiker ("Академик Петр Захаров", 2013)
- Schauspiel Mondjunge ("Лунный мальчик", 2019)

## Auszeichnungen
- 2003 Staatspreis der Russischen Föderation  für Literatur und Kunst[1] (für «Vergangene Krige»)
- 2013 Internationale Preis für Literatur "Белые журавли России" (für «Kinderwelt»)[2]
- 2013 Anton Delwig Preis (Премия «За верность Слову и Отечеству») (für «Peter Zakharov der Akademiker»)[3]
- 2013 Rassul Gamsatov Preis für Literatur (für «Lehrer für Geschichte»)
- 2013 Yuri Zhdanov Diploma 1. Grades (für «Peter Zakharov der Akademiker»)
- 2015 Lermontov Internationaler Preis: Diploma (für «Stigal»)[4]
- 2018 Valentin Pikul Internationaler Preis (für sein kunstgeschichtliches Werk «Peter Zakharov der Akademiker»)[5]
- 2018 Fasil Iskander Internationaler Preis (für «Stigal»)[6]
- 2019 Orden der Freundschaft  "за большой вклад в развитие отечественной литературы и издательского дела, многолетнюю плодотворную работу"[7] (für sein Lebenswerk)